# Michel Pandel
Michel Pandel est un artiste peintre et lithographe suisse né le 13 décembre 1929 à La Chaux-de-Fonds (canton de Neuchâtel) et mort le 5 août 1978 dans un accident de deltaplane dans les Rochers du Saussois à Merry-sur-Yonne.

## Biographie

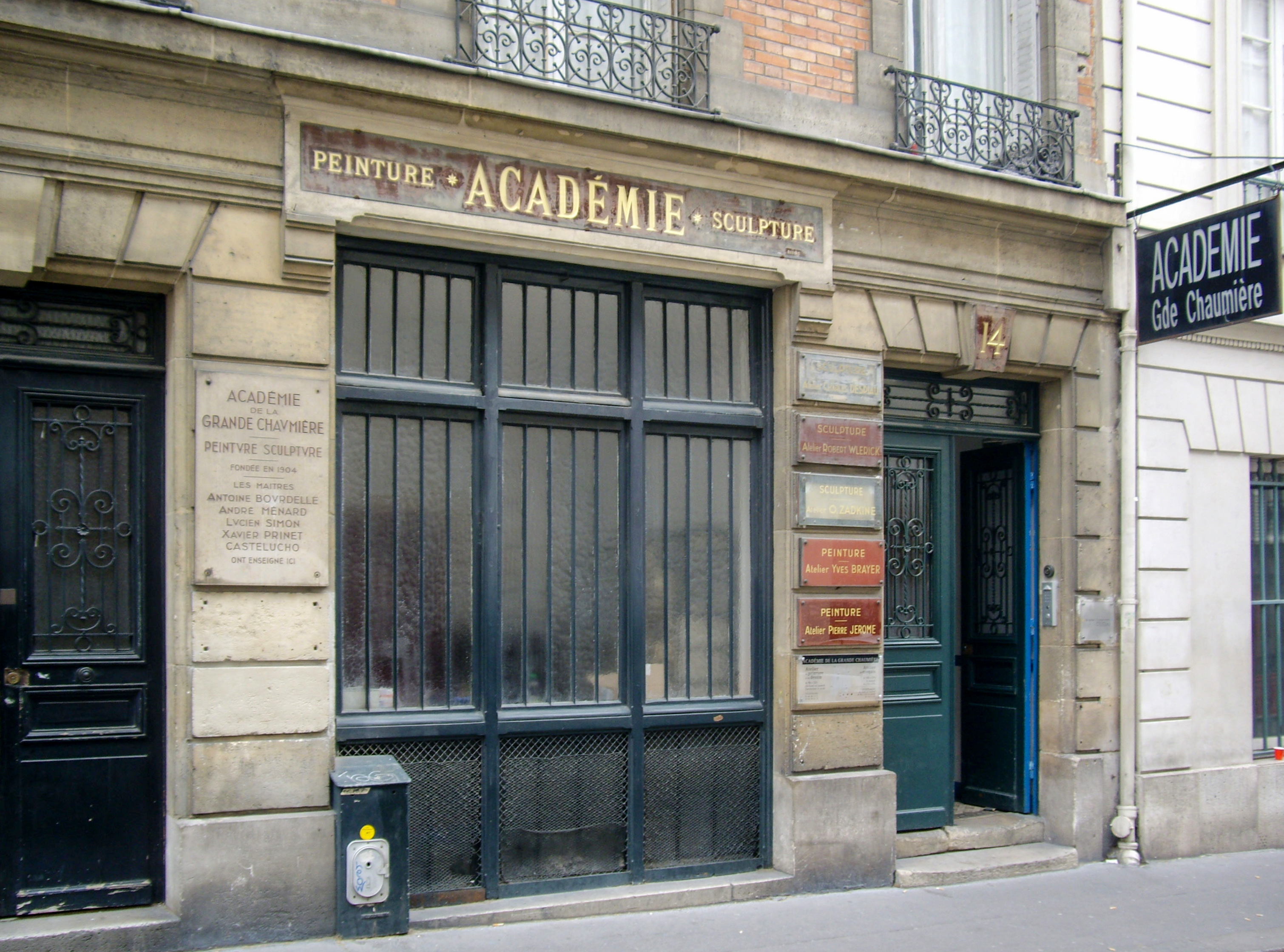
Paris, l'Académie de la Grande Chaumière.

En 1953 et 1954, Michel Pandel est successivement élève d'Édouard Georges Mac-Avoy à l'Académie de la Grande Chaumière, puis de Jean Souverbie à l'École nationale supérieure des beaux-arts où il se lie et travaille également avec Jean Aujame et Édouard Goerg.
Après avoir vécu à Paris, il s'installe à Cravant (Yonne), incitant son ami Pierre Jutand (1935-2019) à l'y rejoindre. Il peint alors sur le motif avec ce dernier des paysages de Bretagne et de Normandie, avec Georges Hosotte, installé à Irancy, des paysages de Provence, suggérant à Nathalie Hadrbolec d'évoquer une « École de l'Yonne » à propos des trois artistes.
L'« excellent peintre », car ainsi le qualifiait son galeriste Emmanuel David, trouve la mort dans un accident de deltaplane le 5 août 1978 et repose au cimetière de Cravant.

## Expositions

### Expositions personnelles

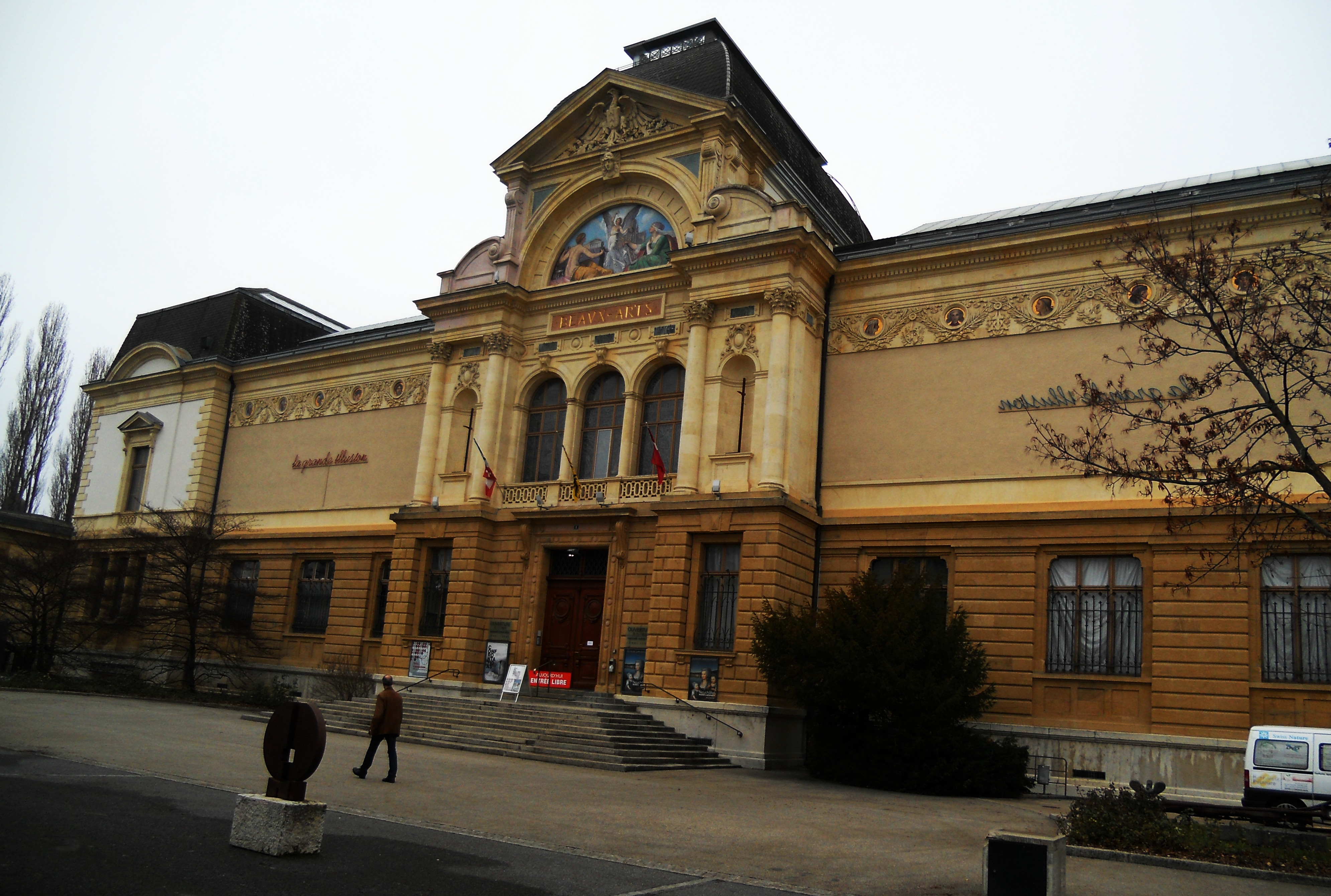
Musée d'Art et d'Histoire de Neuchâtel, 1961

- Musée des Beaux-Arts de La Chaux-de-Fonds, 1957, 1959[2].
- Musée d'Art et d'Histoire de Neuchâtel, 1961[2].
- Galerie Morantin-Nouvion, Paris, 1963, 1964.
- Galerie de la Méditerranée, Cannes, de 1966 à 1975.
- Galerie Emmanuel David, Paris, 1968.
- Crawford Gallery, Houston, 1969[2].
- Galerie Francis Madden, Londres, 1971[2].
- Galerie Le Nombre d'or, Paris, 1971[2].
- Galerie Doucet-Coutureau, Paris, 1972.
- Galerie d'art de la place Beauvau, Paris, 1972, 1976[2].
- Galerie Le Biblion, Toulouse, 1974, 1977[2].
- Galerie Christiane Vallé, Clermont-Ferrand, 1974, 1975.
- Galerie d'art Ror Volùmar, Vichy, 1976.
- Galerie d'art Saint-Pierre-le-Jeune, Strasbourg, février 1978.
- Galerie Guigné, Paris, 1978.

### Expositions collectives

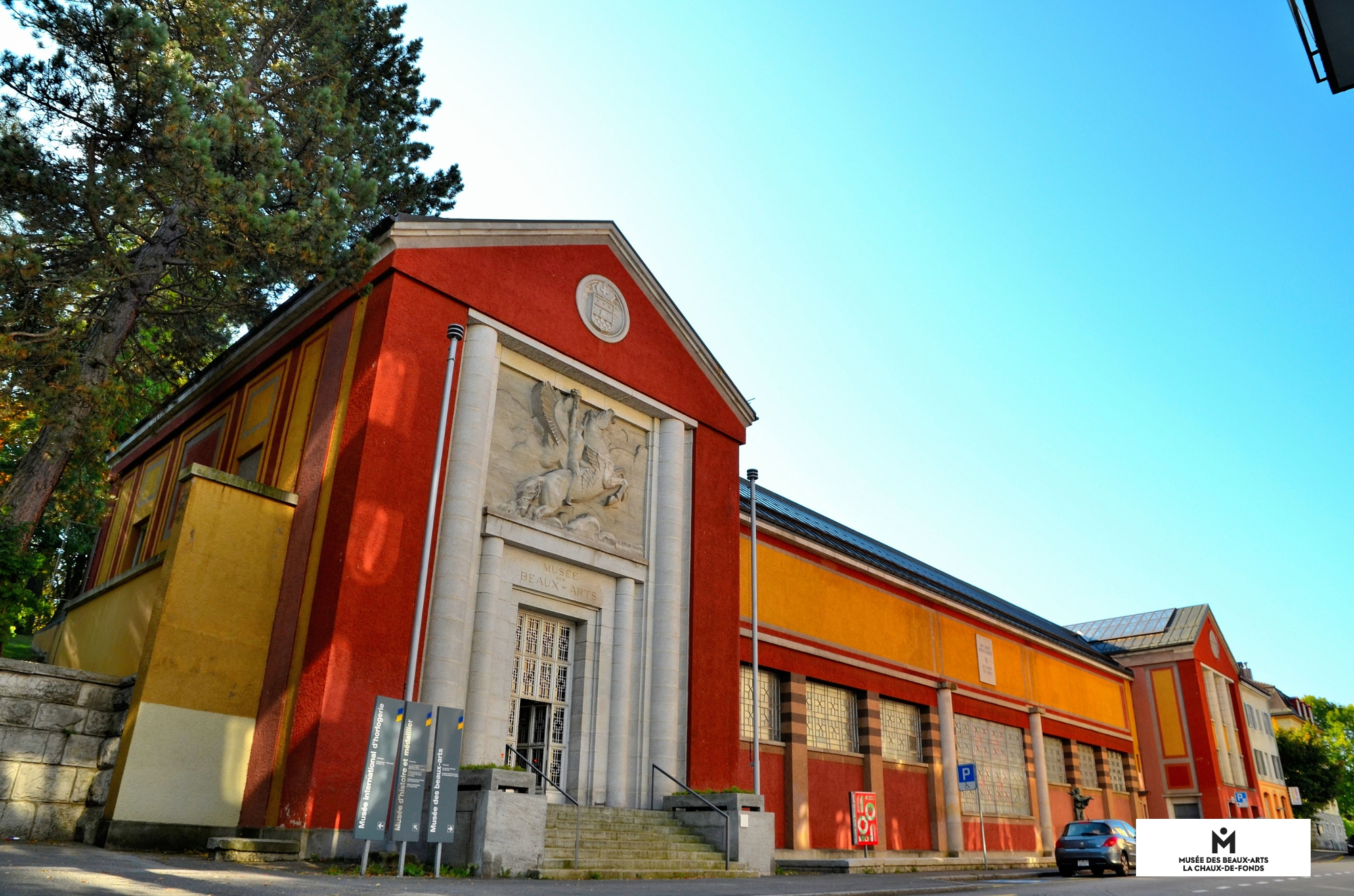
Musée des Beaux-Arts de La Chaux-de-Fonds, 1956

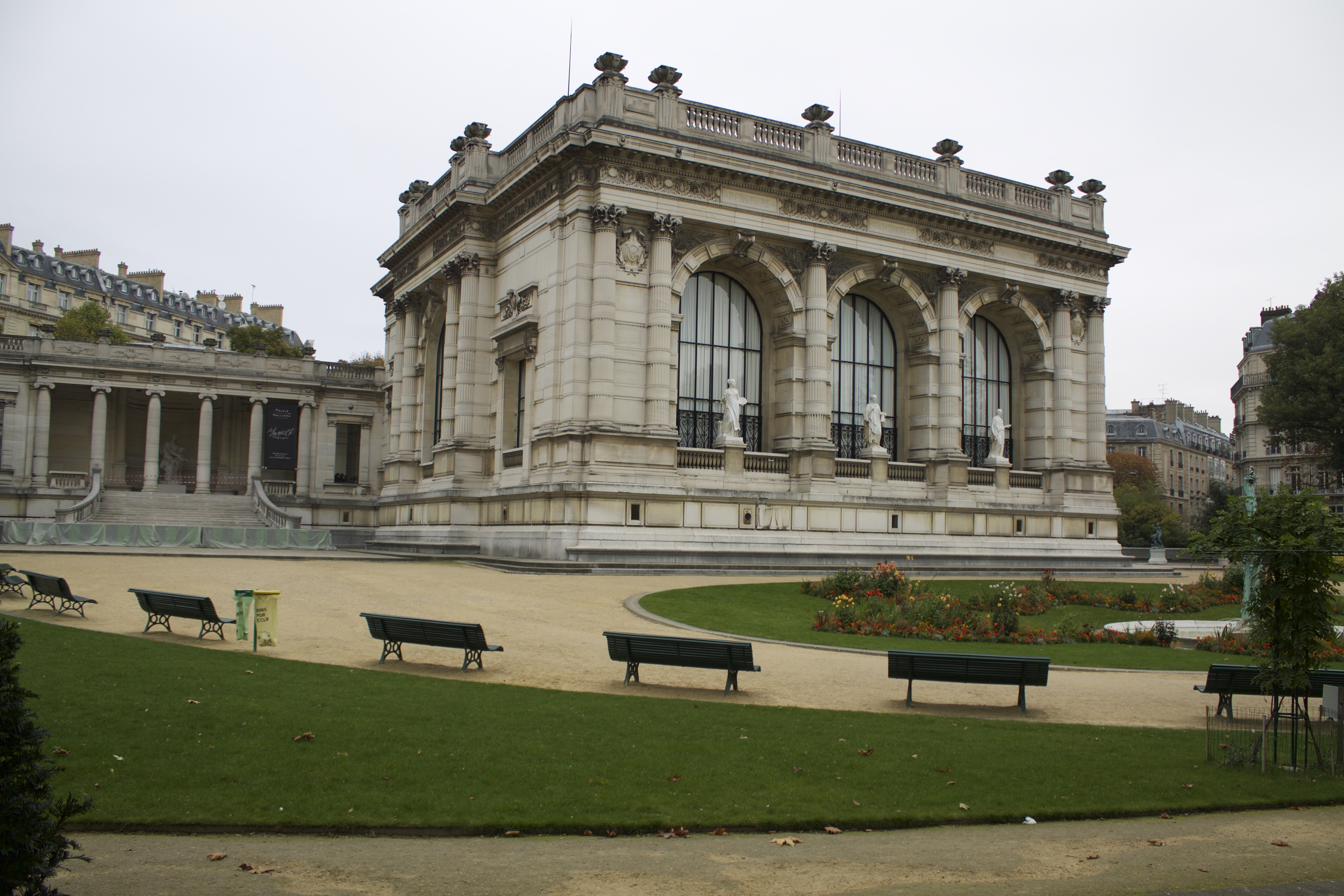
Palais Galliera, Paris, 1970

- Salon de la Jeune Peinture, Musée d'art moderne de la ville de Paris, janvier 1956[1].
- André Evrard, Michel Pandel, Musée des Beaux-Arts de La Chaux-de-Fonds, février 1956[6].
- Salon d'automne, Paris, 1956[1], 1963 (sociétaire)[7], 1971[4].
- Pierre Jutand, Makoto Masuda, Yoshio Aoyama, Michel Pandel, casino de Cherbourg, juin 1963.
- Galerie Drouant, Paris, 1967.
- Maison de la culture des médecins et chirurgiens-dentistes, Paris, 1967.
- Symposium international de peinture de Bratislava (Michel Pandel y représentant la France), 1968.
- Peinture française de notre temps, Londres, 1969[2].
- Salon des peintres témoins de leur temps, Palais Galliera, Paris, 1970 (thème : Le rêve).
- Galerie Takashimaya, Tokyo, Osaka, Kyoto, Yokohama, 1970[2].
- Salon Comparaisons, Grand Palais, Paris, 1970, 1978, 1980.
- Salon d'automne à l'étranger, Centre des expositions internationales de Téhéran, décembre 1974 - janvier 1975[8], Varsovie, 1976[2].
- Salon de Mulhouse, 1975.
- XXIXe Salon des amis des arts de Colombes, 1976.
- Galerie La Licorne, Juan-les-Pins, 1976.
- Salon Thomson-CSF, Cholet, 1977.
- Les peintres suisses de Paris, Neuchâtel, 1977.
- Le mystère dans la peinture contemporaine, Galerie Saint-Pierre-Le-Jeune, Strasbourg, 1977[2].
- Galerie Le Parvis des arts, Lunéville, 1977.
- IVe Biennale d'Asnières-sur-Seine, 1978.
- Prix de Barbizon, Académie Jacques-Boitiat, Barbizon, 1978.
- L'art et la lumière, Musée du Gemmail, Tours, 1979.
- Peintres régionaux - Hommage à Michel Pandel, salle polyvalente de Cravant, avril 2014[9],[10].
- Participations non datées : Salon des artistes français, Salon Terres latines, Paris.

## Réception critique
« Le jeune Michel Pandel, qui poursuit à Paris une carrière difficile et exaltante, dont le travail a été honoré de quelques prix, montre un net retour de la peinture à l'objet, c'est-à-dire à la figuration. Tableaux humains tels qu'on les voit tant avec les yeux tout courts que ceux du cœur. Il s'agit pour lui d'exprimer son émotion le plus sincèrement du monde, dans un langage plastique à la fois instantané et durable… Grâce à cette « mise en page » très rapide, on a des œuvres aussi attirantes que vivantes… Il y a là des nuances dans l'art de décrire, des couleurs savoureuses, une manière de silhouetter qui a vraiment grande allure et qui touche infailliblement. Pandel raconte quelque chose de vrai et il le raconte bien… Bref, ce jeune artiste sait étonnamment allier l'art et l'émotion, dire des choses exquises avec une simplicité raffinée… Aucune complaisance, pas de sentimentalisme, rien d'autre que de la peinture et du cœur. »

— Jean-Marie Nussbaum

« Michel Pandel a toujours été viscéralement un peintre tragique. Dans une pâte somptueuse, il fait revivre les obsessions de Goya et les fantasmes de Baudelaire. Il s'enivre à la fois du sang des taureaux et du parfum équivoque des fleurs du mal mais, dans la mythologie qui en naît, il reconstitue une genèse des temps adamiques où Ève est à la fois la femme fatale et la muse inspirée. Femme-sphinge, femme-arbre, femme-fleur, femme minérale, voilà l'Ève-pluriel de Pandel. Créatures de la terre, des forces telluriques les animent ; ce sont les ambassadrices sensuelles et désâmées du Prince des ténèbres, les filles du feu des origines. On les croirait jaillies des chants de Dante ou du théâtre de Shakespeare. Elles ne sont peut-être encore - mais pour combien de temps ? - que les cariatides vivantes chères à Cocteau, placées au seuil d'un monde interdit. »

— Bertrand Duplessis

« Ce peintre, qui a laissé derrière lui une œuvre originale, une sorte de magie lucide, une quête en plein vol atteignant les profondeurs du ciel comme un aigle royal livré aux vents des cimes, disparaîtra tragiquement en 1978, abandonnant pour toujours à ceux qui l'aimaient « ses créatures énigmatiques, mi-déesses, mi-sphinges », qui hantent toutes ses compositions. »

— Camille Sautet

## Collections publiques

### France
- Fonds d'art contemporain - Paris Collections, Paris, deux toiles :
  - Paysage, huile sur toile 88x115cm[13] ;
  - Paysage des Corbières, huile sur toile 114x146cm[14].
- Fonds national d'art contemporain, Puteaux, Paysage de l'Yonne, huile sur toile 130x161cm[15].

### Suisse
- Musée d'Art et d'Histoire de Genève, Tête, lithographie[16].

## Collections privées
- Jacqueline de Champvallins, Paris[17].
- Alain Daune, Paris, Jeu de mains, huile sur toile 50 × 73 cm[18].

## Prix et distinctions
- Prix de la Fondation Kriefer-Hablitzel, 1967[1].
- Prix Antral, 1967[1].
- Prix de la Société nationale des beaux-arts, 1968[2].
- Sociétaire de la Société nationale des beaux-arts, 1969[2].
- Premier Prix du Salon des amis des arts de Colombes, 1976.
- Médaille de la ville d'Asnières-sur-Seine à titre posthume, 1978.